# Petawawa (Ontario)
Petawawa è un comune del Canada, situato nella provincia dell'Ontario, nella contea di Renfrew. La cittadina sorge lungo la riva destra del fiume Ottawa nel punto in cui vi confluisce il Petawawa.